# Республиканская детская библиотека Чеченской Республики
Республиканская детская библиотека Чеченской Республики имени Сергея Михалкова (РДБ ЧР) располагается в Грозном в здании Национальной библиотеки Чеченской Республики.

## История
Грозненская городская детская библиотека имени Аркадия Гайдара была открыта 18 мая 1946 года в здании городского Дворца пионеров. В 1951 году она переехала в другое здание.
В 1957 году в центре Грозного было построено новое здание, на первом этаже которого разместилась библиотека. В следующем году библиотеке был придан статус республиканской. Она также стала методическим центром по вопросам детского чтения и воспитания.
К началу военных действий в 1994 году в библиотеке работало 42 квалифицированных специалиста. Фонды библиотеки составляли примерно 130 тысяч книг и 5 тысяч единиц аудиовизуальных материалов. В результате войны были уничтожены и само здание библиотеки, и практически все её фонды.
После окончания боевых действий в Грозном в марте 1995 года библиотека начала функционировать в приспособленном под библиотеку помещении стадиона ручных игр. Пополнять книжные фонды помогали коллегии из республиканских детских библиотек Дагестана и Кабардино-Балкарии. С их помощью удалось собрать книжный фонд в количестве 6 тысяч экземпляров.
Однако новые боевые действия вновь уничтожили здание библиотеки и её фонды. В марте 2000 года сотрудники снова начали возрождать библиотеку, которая теперь располагалась в двух небольших комнатах, арендованных у Совета профсоюзов ЧР.
23 марта 2013 года состоялось открытие нового здания Национальной библиотеки ЧР в центре Грозного. Его общая площадь составляет более 13 тысяч квадратных метров. Детская библиотека получила крыло в этом здании. В тот же день библиотеке было присвоено имя Сергея Михалкова.
В 2015 году библиотека вошла в число 10 лучших библиотек страны и была награждена золотой медалью. В конкурсе, проведённом Общественным советом Федерального Собрания Государственной Думы и Организационным комитетом Всероссийского форума «Библиотека будущего. Проблемы и перспективы развития» РДБ ЧР была единственной детской библиотекой, попавшей в число победителей.